# Georgi Tamasowitsch Dschikija
Georgi Tamasowitsch Dschikija (russisch Георгий Тамазович Джикия; * 21. November 1993 in Moskau) ist ein russischer Fußballspieler.

## Karriere

### Verein
Dschikija, dessen Eltern als ethnische Mingrelier vor dem Georgisch-Abchasischen Krieg aus Sochumi geflohen sind, wuchs mit zwei Brüdern in Balaschicha zweisprachig auf. Georgi Dschikija spielt seit seinem sechsten Lebensjahr Fußball und begann seine Profikarriere bei der B-Mannschaft von Lokomotive Moskau. Im Mai 2011 debütierte er gegen den FK Wolotschanin-Ratmir Wyschni Wolotschok für die Zweitmannschaft von Lokomotive in der 2. Division.
Im Februar 2014 wechselte er zum Zweitligisten Spartak Naltschik. Sein Debüt für Naltschik in der 1. Division gab er im März 2014, als er am 26. Spieltag der Saison 2013/14 gegen SKA-Energija Chabarowsk in der Startelf stand und durchspielte.
Nach dem Rückzug von Naltschik aus der 1. Division wechselte er zur Saison 2014/15 zum Zweitligisten Chimik Dserschinsk. Für Chimik kam er in jener Saison auf 31 Einsätze, in denen er zwei Tore erzielte. Allerdings stieg Chimik zu Saisonende als Vorletzter ab.
Daraufhin wechselte Dschikija im Sommer 2015 zum Erstligisten Amkar Perm. Sein Debüt für Perm in der Premjer-Liga gab er im August 2015, als er am dritten Spieltag der Saison 2015/16 gegen Krylja Sowetow Samara in der 83. Minute für Branko Jovičić eingewechselt wurde.
Im Januar 2017 wechselte er zum Ligakonkurrenten Spartak Moskau. Mit Spartak konnte er zu Saisonende Meister werden. In der Saison 2021/2022 wurde er mit Spartak Moskau, deren Mannschaftskapitän er zuletzt war, Pokalsieger. Am 2. September 2023 absolvierte er in der russischen Premjer-Liga sein 200. Spiel.
Nach sieben Jahren bei Spartak wechselte Dschikija im September 2024 zum Ligakonkurrenten FK Chimki.

### Nationalmannschaft
Im November 2016 wurde Dschikija erstmals in den Kader der russischen A-Nationalmannschaft berufen. Sein Debüt im Nationalteam gab er schließlich im Juni 2017, als er in einem Testspiel gegen Ungarn in der Startelf stand und in der 81. Minute durch Roman Schischkin ersetzt wurde.
Im selben Monat nahm er mit Russland am Konföderationen-Pokal teil. Dschikija kam in jedem Spiel Russlands über die volle Spielzeit zum Einsatz. Mit seiner Mannschaft schied er aber als Dritter der Gruppe A bereits in der Gruppenphase aus.
Zur Fußball-Europameisterschaft 2021 wurde er in den Kader Russlands berufen, kam aber mit diesem nicht über die Gruppenphase hinaus.
2022 und 2023 kam Dschikija bei Freundschaftsspielen der russischen Mannschaft gegen Kirgisistan, Usbekistan und Katar zum Einsatz.